# Philippe de Harveng
Philippe de Harveng ou Philippe de Bonne-Espérance (mort en 1183) est le deuxième abbé prémontré de l'abbaye de Bonne-Espérance (Hainaut) et un théologien du XIIe siècle.

## Biographie
Philippe de Bonne-Espérance (Philippus Bonae-Spei), dit Philippe de Harveng, est parfois appelé Philippe l'Aumônier (Eleemosynarius) ou de l'Aumône (ab Eleemosyna); sous ce nom, il ne doit pas être confondu avec un homonyme contemporain, Philippe de l'Aumône, archidiacre de Liège en 1146 puis moine de Clairvaux.
Philippe est né vers 1100, vraisemblablement à Harveng, près de Mons (Hainaut). Sa famille n'était pas noble. Ayant été confié à un évêque, il fait ses études dans une école épiscopale (on ignore laquelle), avant d'être admis dans l'ordre des chanoines réguliers de Prémontré. Il devient prieur de l'abbaye de Bonne-Espérance, sous le gouvernement de l'abbé Odon, en 1130. Aux environs de 1149, Philippe se querelle avec le célèbre moine Bernard de Clairvaux au sujet du transfert d’un religieux de Bonne-Espérance, nommé Robert, vers l’abbaye de Clairvaux, comme en témoigne la Lettre X de sa correspondance. Il entre également en conflit avec deux confrères qui accusent le prieur Philippe de semer la discorde. Ses détracteurs déchaînent contre lui une campagne de calomnies, allant jusqu'à le dénoncer aux supérieurs de l'ordre, à l'archevêque de Reims et à l'abbé de Clairvaux. Bien qu'il bénéficie du soutien de l'évêque de Cambrai, ses supérieurs le relèguent dans une autre abbaye, en compagnie de sept confrères. Comme la rumeur publique commence à s'émouvoir sur son sort, ses ennemis aggravent leurs calomnies et l'accusent d'un crime infâme, passible du bûcher. Philippe proteste de son innocence et multiplie les démarches, adressant, entre autres, une nouvelle lettre de reproches à saint Bernard (Lettre XI). Deux ans plus tard, en 1151, son innocence est reconnue à l'occasion d'un chapitre général de l'ordre, mais il écrit au pape Eugène III car il entend être complètement réhabilité (Lettre XII). En 1152, Philippe de Harveng peut donc regagner Bonne-Espérance, dont il devient, à la démission d'Odon, le deuxième prélat de 1157 à 1182. Tout en prenant soin de la communauté des sœurs prémontrées de Rivreulle, il gouverne son abbaye avec sagesse. Il aurait augmenté les revenus de l'abbaye et obtenu pour elle des privilèges de la part des papes et de l'empereur. En tout cas, l'abbé de Bonne-Espérance traite aussi bien avec les dignitaires de l'Église qu'avec les puissances séculières, comme en font foi la Lettre XVI, à l'intention de Philippe Ier, comte de Flandre, dit Philippe d'Alsace (1143-1151), et la lettre XVII, à l'intention d'Henri Ier, comte de Champagne et de Brie, dit Henri le Libéral (1127-1181). Après avoir, l'année précédente, renoncé à la charge abbatiale, Philippe meurt pendant le carême de 1183, le 11, 12 ou 13 avril.
On aurait aimé terminer ce portrait en ajoutant que, fin lettré, Philippe se piquait de poésie. Nicolas Chamart, abbé de Bonne-Espérance avait publié les œuvres complètes de son illustre prédécesseur en 1620-1621. Au XIXe siècle, en reprenant cette édition, Migne soulignait déjà que certaines épitaphes étaient en réalité l'œuvre de Hildebert de Lavardin. Depuis, on a fait la preuve qu'aucun des poèmes des Carmina varia n'était dû à la plume de Philippe. À peine peut-on conjecturer que les énigmes proviennent du milieu de Bonne-Espérance. Il n'en reste pas moins que l'emploi intensif de la rime à l'intérieur de textes en prose, demeure un critère d'attribution à Philippe de Harveng.

## Théologie
Gestionnaire de Bonne-Espérance, Philippe de Harveng est un surtout grand intellectuel. Composées en latin, ses œuvres, révèlent une connaissance approfondie de l'Écriture Sainte et des Pères de l'Église, mais aussi des auteurs latins (Virgile, Horace ou Sénèque). Aux côtés de ses contemporains, un Bernard de Clairvaux, un Hugues de Saint-Victor ou un Rupert de Deutz, il apparaît comme un représentant de la haute culture théologique du XIIe siècle. 

### Méthode
Ses lettres à des étudiants (II et III à Héroard; IV à Engelbert; XVIII et XX à Richer) le montrent attentif à l'acquisition des connaissances, y compris à l'apprentissage du grec et de l'hébreu. Ancien étudiant d'une école cathédrale, il pratique la quaestio : cette méthode théologique consiste à dégager un problème du donné révélé et à le formuler sous forme d'une question concise, avant de compiler méthodiquement et d'évaluer d'un point de vue critique toutes les auctoritates (passages bibliques ou opinions des Pères de l'Église) sur le sujet; ceci fait, le maître détermine sa position en proposant une responsio. À ce genre de la quaestio appartiennent les petits traités sur la damnation de Salomon et le salut d'Adam, ainsi que certaines lettres (I à Guerric, abbé de Saint-Vaast d'Arras ; V, VI et VII à Jean, prévôt prémontré) et les livres sur l'Institution des clercs. Philippe suit donc la même méthode théologique que son contemporain Pierre Abélard : une méthode qui prépare la scolastique universitaire du XIIIe siècle en se distinguant, fortement, par sa technicité et son intention plus « scientifique », de la culture monastique de l'époque, d'orientation. C'est cependant à un ouvrage relevant davantage de cette théologie sapientielle, qu'il doit d'avoir laissé un nom dans l'histoire de la mariologie.

### Mariologie
Le commentaire sur le Cantique des cantiques est une exégèse spirituelle du texte biblique, dans la ligne de la mystique de Bernard de Clairvaux. Si l'on en croit la préface qu'il a écrite, Philippe aurait été le premier à  proposer une interprétation dans laquelle l'Époux et l'Épouse préfigurent le Christ et Marie dans le mystère de l'Incarnation. En réalité, il se trouve ici en concurrence avec Rupert de Deutz, car tous deux ont étendu à la Vierge ce qui avait longtemps été appliqué uniquement à l'Église. Sur de telles bases, la mariologie de Philippe est plutôt maximaliste : il ne reconnaît pas l'Immaculée Conception, mais affirme l'Assomption corporelle ; témoin privilégié de l'Incarnation, Marie est l'épouse du Christ, l'éducatrice des apôtres et la mère spirituelle des fidèles, enfin la médiatrice sans laquelle on ne peut appartenir au Christ. Ces positions, qui ont influencé Guiard de Laon et Hermann Joseph de Steinfeld, marque l'inflation médiévale du culte marial, sous l'influence de l'esprit courtois.

### Spiritualité
Le commentaire et les moralités sur le Cantique servait à l'accompagnement spirituel des religieux. De même, outre la biographie originale de sainte Ode, Philippe a transposé en prose rimée les vitae des saints Augustin, Saulve, Feuillen, Ghislain et Landelin (ces trois derniers étant des saints locaux de l'époque mérovingienne, fondateurs d'abbayes), afin de répondre aux besoins liturgiques de la communauté. À ce propos, on pourra trouver des informations utiles à la compréhension de la vie religieuse durant XIIe siècle, notamment chez les Prémontrés, dans les six livres composant le De institutione clericorum. Les quatre premiers livres constituent une seule responsio : il s'agit de l'intervention de Philippe dans une polémique initiée par Rupert de Deutz avec son opuscule Altercatio monachi et clerici quod liceat monacho praedicare. Philippe prend la défense des clercs, auxquels il assimile les chanoines réguliers. Il est ainsi le premier à définir une spiritualité propre au sacerdoce, soulignant d'ailleurs dans les deux autres responsiones que l'obéissance et le silence ne sont pas l'apanage des moines. Cette spiritualité des clercs s'aligne avant tout sur celle des fidèles : il s'agit de pratiquer la foi, l'espérance et la charité, ainsi que les autres vertus. Cependant, conformément à l'esprit de la réforme grégorienne, les clercs ont le devoir de mettre en exergue leur élection, la science, la pauvreté et la continence.

## Œuvres de Philippe de Harveng

### Correspondance
- Epistolae XXI (21 Lettres) :

1. Epistola I ad Wedericum (Guéric, abbé de Saint-Vaast d'Arras);
2. Epistola II ad Hervardum (Héroard, étudiant);
3. Epistola III ad Heroaldum (Héroard, étudiant);
4. Epistola IV ad Engelbertum (Englebert, étudiant à Paris);
5. Epistola V ad Joannem (Jean, prévôt d'une maison prémontrée);
6. Epistola VI ad Joannem (Jean, prévôt d'une maison prémontrée);
7. Epistola VII ad Joannem (Jean, prévôt d'une maison prémontrée);
8. Epistola VIII ad Gregorium (Grégoire);
9. Epistola IX ad Bartholomaeum (Barthélemy, évêque de Laon);
10. Epistola X ad Bernardum (Bernard de Clairvaux, réponse à la lettre 253 de celui-ci);
11. Epistola XI ad Bernardum (Bernard de Clairvaux);
12. Epistola XII ad Eugenium III Papam (au pape Eugène III);
13. Epistola XIII ad *** (destinataire inconnu);
14. Epistola XIV ad Radulphum (Radulphe);
15. Epistola XV ad Adamum (Adam);
16. Epistola XVI ad Philippum (Philippe Ier, comte de Flandre, dit Philippe d'Alsace);
17. Epistola XVII ad Henricum (Henri Ier, comte de Champagne et de Brie, dit Henri le Libéral);
18. Epistola XVIII ad Richerum (Richer, étudiant à Paris);
19. Epistola XIX ad Raynaldum (Chancelier Raynald de Dassel, archevêque de Cologne);
20. Epistola XX ad Richerum (Richer, étudiant à Paris);
21. Epistola XXI ad Willelmum (Guillaume).

### Théologie
- Commentaria in Cantica canticorum (exégèse typologique du Cantique des Cantiques, avec une interprétation mariale).
- De institutione clericorum tractatus VI (six petits traités sur les devoirs des clercs : 1) la dignité; 2) la science; 3) la justice; 4) la continence; 5) l'obéissance; 6) le silence.
- De somnio regis Nabuchodonosor (Le songe de Nabuchodonosor).
- In cantica canticorum moralitates (commentaires sur le Cantique des Cantiques).
- Responsio de salute primi hominis (Le salut du premier homme).
- Responsio de damnatione Salomonis (La damnation de Salomon).

### Hagiographie
Œuvres authentiques :
- Vita sancti Augustini, Hipponensis episcopi (Vie de saint Augustin, évêque d'Hippone).
- Passio sancti Salvi martyris (Martyre de saint Saulve).
- Vita sancti Foillani (Vie de saint Feuillen).
- Vita sancti Gileni confessoris et abbatis (Vie de saint Ghislain, confesseur et abbé).
- Vita sancti Landelini, abbatis Crispinensis in Hannonia (Vie de saint Landelin, abbé de Crespin en Hainaut).
- Vita sanctae Odae virginis (Vie de sainte Oda[12], vierge).

Œuvres inauthentiques :
- Vita sancti Amandi abbatis et episcopi Trajectensis (Vie de saint Amand, abbé et évêque de Maastricht).
- Passio sanctorum Cyrici et Jullitae (Martyre des saints Cyr et Jullite).
- Vita sanctae Waldetrudis virginis (Vie de sainte Waudru, vierge).
- Passio sanctae Agnetis virginis et martyris, carmine elegiaco (Élégie sur le martyre de sainte Agnès, vierge).

### Poésie
Œuvres inauthentiques :
- Varia carmina (Poésies diverses, contenant essentiellement des énigmes et des logogriphes, mais aussi huit épitaphes pour le pape Urbain II (VII Epitaphium Urbanis papae), Yves de Chartres (VIII Epitaphium Ivonis Carnotensis episcopi), Sénèque (XI Epitaphium Senecae), Guillaume de Conches (XII Epitaphium magistri Guillelmi), Pierre Abélard (XIII Epitaphium Magistri Petri), Lanfranc (XIV Epitaphium Lamfranci), Henri Ier d'Angleterre (XVI Epitaphium Henricis regis), Hilaire d'Orléans (XVII Epitaphium  decani Aurelianensis)[13].